# 黃俊中
黃俊中（1982年4月25日—），綽號西班牙中，台灣前棒球選手，是台灣棒球史上繼譚信民、陳金鋒、曹錦輝、王建民、郭泓志，第六位加入美國職棒體系的球員，後來以役男身分返回台灣，加入中華職棒La New熊隊。
2008年遭La New熊隊釋出，隔年因涉入2009年中華職棒假球事件遭檢調單位約談、羈押，黃俊中認罪，坦承為組頭擔任白手套收買現役職棒選手以操控比賽。

## 棒球經歷

### 成長軌跡
黃俊中從國小開始就是隊上的王牌投手，後進入台灣南部的棒球重點學校五福國中青少棒隊，國中時改練游擊手，沒有太突出的表現。就讀三民高中時改回擔任投手，表現突飛猛進，以精準的控球屢創佳績，在金龍旗賽事嶄露頭角，與同學高曉強、林岳平、張億得一同入選國手代表台灣參加國際比賽。

### 美國職棒波士頓紅襪隊
而在高三那年，黃俊中在台灣球探鐘孟文的牽線下與美國職棒波士頓紅襪隊代表Ray Poitevint搭上線，在接受過數次測試後，Ray Poitevint決定正式邀請黃俊中加盟波士頓紅襪隊。2000年年底，黃俊中正式與該隊簽約，隔年起則從新人聯盟開始打起。
黃俊中在美國的發展，一開始尚稱順利，短短的三年時間便迅速竄上高階1A，並被認為有挑戰更高等級的實力；惜在2004年，黃俊中的右關節唇撕裂傷使得他不得不專心養傷兩年。2005年球季開始前於美國發現肩關節唇撕裂（Torn Labrum），在前往春訓前夕，遭到波士頓紅襪隊解約終止關係，成為自由球員，接著在取得體委會的同意下留在美國接受治療，在Dr. Lewis A. Yocum診斷下認為不需立即開刀並建議先進行復健。
2005年年底，黃俊中更因紅襪隊認為該傷勢為「紅襪隊允許範圍以外的行為」所造成，因而與他解約。在失蹤數星期後，黃俊中選擇回國接受徵兵，不再為遭解約的低潮所困。
11月5日黃俊中回國辦理學生簽證，同時收到因為之前入選奧運代表隊而獲得的12天補充役兵單，在不清楚相關法律規範，迷糊的服役，12天後服完役，但服役完後體委會認為其現在身分因為非美國職棒（MLB）或日本職棒（NPB）體系之球員，不符合海外代訓資格，強制要求到左營訓練中心報到，而後並將其交由La New暫時代為訓練，La New熊並於11月28日代訓球員選秀會第一輪第一順位選中，而在黃俊中簽下加盟La New的意向書後，體委會同意黃俊中赴美接受更近一步的復健，12月16日啟程赴美進行手臂復健療程。

### 中華職棒La New熊隊
2006年黃俊中服完補充役後正式加盟中華職棒La New熊隊，在這年黃俊中完全走出受傷的陰霾，不但參加第一屆世界棒球經典賽，也活躍於中華職棒的季賽中，擔任熊隊的中繼後援主力戰將。而黃俊中三振打者後所做出誇張的慶祝動作，成為熊軍一大賣點，但也難免令對手感到不悅，不過倒是成為球迷之間爭論的有趣話題，黃俊中的綽號:[火球阿中]，黃俊中球速平均140公里到145公里之間，最快球速148公里，拿手球路:速球、滑球、變速球、指叉球，因為受傷的關係要不然他是有150公里左右的實力。
2008年10月24日遭La New熊隊以傷勢狀態不佳，不符戰力為由放進讓渡名單，30日確定無球隊吸收而遭釋出。
黃俊中在2009年10月，因職棒假球事件被檢方調查，檢方約談後遭收押禁見，最終被求刑一年，也遭到終身禁賽。

## 外部連結
- 黃俊中在台灣棒球維基館上的頁面（繁體中文）
- 黃俊中在美國職棒（英语）
- 黃俊中在中華職棒
- 黃俊中在Baseball-Reference.com（小聯盟以及海外聯盟）（英语）
- 黃俊中在The Baseball Cube（英语）
- 黃俊中在Olympedia（英语）

| 前任： 林津平    | 中華職棒代訓選秀狀元 2005年   | 繼任： 王勝偉 |
| 前任： 蓋瑞·銳斯 | La new熊開幕戰先發投手 2008年 | 繼任： 吳偲佑 |